# あーくしゅ
『あーくしゅ』は、1989年にウルフ・チームから発売されたコンピュータゲーム。
『マイコンBASICマガジン』（電波新聞社）のウルフ・チームの広告ページ「WOLF GAMERS」で連載していた同名の4コマ漫画をベースとしたアドベンチャーゲームであり、パッケージや広告では「アークス番外編」と銘打っている。タイトル画面には「陽炎の時代を越えて」と副題のように書かれているが、これは鈴木(G)健一がグラフィックの一部として書いたもので、正式なタイトルではない。

## 概要
本作はじぇだ（ジェダ・チャフ）とピクト（ピクト・A・ピヨント）の二人組が次元に発生した穴を修復するべく、三本の聖剣と各次元に点在するCDを集めるために冒険を繰り広げるストーリーである。二人を任意で切り替える事が可能であり、同じコマンドや話し相手でも行動や反応が異なる。このキャラクターの使い分けによって謎を解く。
登場キャラクターは『アークス』および『アークスII Silent Symphony』のパーティーキャラクターがメインとなる。そこに、『ファイナルゾーン』『夢幻戦士ヴァリス』『YAKSA』『ミッドガルツ』『Gaudi -バルセロナの風-』など、日本テレネット時代を含めたウルフチーム作品のキャラクターが多くゲスト出演している。
また、物語には原典ゲームのパロディだけではなく映画、小説、漫画、アニメなどのものがふんだんに盛り込まれている。
BGMは原典のゲームで使われた曲をアレンジしたものや本ゲーム用に新規作曲された曲が使用されている。ゲームの目的に4枚のCDを集める事が含まれるのでサウンドが大きな意味を持つ。

## 4コマ漫画
原作の4コマ漫画『あーくしゅ』は、当初は『アークス』のスタッフである林浩樹によって描かれていたが、スタッフの入れ替わりにより作者が変わって連載が続いた。ゲームの『あーくしゅ』は、(G)が描いた『あーくしゅ2』以降を原作とする。ゲームの各キャラクターの性格や口調は4コマ漫画そのままであるが、言い方を変えれば原典のゲームとは全く異なる。

## 各時代と登場キャラクター
主人公
- じぇだ（ジェダ・チャフ） - 本作の主人公の一人でボケ役。突飛な行動や発言をする青年。
- ピクト（ピクト・A・ピヨント） - 本作の主人公の一人で突っ込み役。まともで真面目な行動をする少年。

はじめの時代
金竜リグ・ヴェーダから使命を聞く時代。エンディング前に帰還する時代でもある。
- おじさん（『アークス』）
- 金竜リグ・ヴェーダ（『アークス』他） - ウルフチームの初期ゲームを結ぶセイクリッドファンタジーシリーズに登場する。

DOSバーガー（ワープ空間）
登場するのはアクションゲーム『夢幻戦士ヴァリス』のキャラ。
各時代を結ぶ空間で頻繁に通過する場所。過去のみハンバーガーセットについているスクラッチカードであたりを出さないと移動できない。
- U子（ゆーこ、優子）
- 0子（れいこ、麗子）

現代（『ガウディ』の時代）
原作はアドベンチャーゲーム『Gaudi -バルセロナの風-』
タイトルはアントニ・ガウディにちなみサグラダ・ファミリアも登場する。この現代とはバルセロナオリンピックが行われる1992年を指す。
- アンナ

近未来（『ファイナルゾーン』の時代）
原作はアクションシューティングゲーム『ファイナルゾーン』
- ボウイ
- ボンバー
- モモコ

超未来（『ミッドガルツ』の時代）
原作はシューティングゲーム『MID-GARTS』
- カイン
- サークン
- ヨツンヘイム

過去（『YAKSA』の時代）
原作はアクションゲーム『YAKSA』
- 最空
- 伊織
- 沙羅
- 死魔神

各時代に出現
- ルアン・カーン

元キャラクターは『ミッドガルツ』に登場する同名キャラクター。原作ではシリアスな敵だが本ゲームではギャグキャラ化している。出現時に必ず同じテーマ曲がかかる。
- 現代 - 光の大道芸人 ルアン・カーン
- 近未来 ｰ 光のコマンド ルアン・カーン
- 超未来 - 愛と勇気の男 ルアン・カーン
- 過去 - 光の浪人 ルアン・カーン

行方不明の仲間
ロールプレイングゲーム『アークス』および『アークスII Silent Symphony』のキャラクター。
- エリン
- サーラ
- チノップ
- グラン
- スー・ニー
- バザン

## スタッフ
- グラフィック・シナリオ - 鈴木(G)健一
- プログラム（PC-88 PC-98）- 堀智之
- プログラム（MSX2）- 鈴木(P)昭弘
- プログラム（X68000）- O・SUGI
- 企画・原案・進行管理 - 後藤清治
- シナリオサポート - 関塚俊次、竹田貴裕
- グラフィックサポート - 杵渕進二郎、田島清香
- サウンド - 宇野正明、桜庭統、塩生康範
- マネージメント - 浅沼穣
- アドワーク - 石井史人
- プロデュース - 秋篠雅弘

## その他
- コピーガードに類するものが2か所用意されていた。ひとつはマニュアルに記載されているじぇだの好物にくまんだが、もうひとつの謎であるディスクラベルの文字に問題があった。PC-88版はラベルデザインにミスがあり、ディスクラベルに記載されているはずの暗号(HG13)が分からなかった。
- 『MSX・FAN』1990年4月号は、本作のイラストを半立体レリーフデザインした写真が表紙となっている。

## 関連作品
- クリスタルチェイサー〜天空の魔晶球〜- 本作のメイングラフィック兼シナリオライターが共通。システム的にも本作を継承するアドベンチャーゲーム。